# Louise Jameson
Louise Jameson (Londres, 20 de abril de 1951) es una actriz inglesa, más conocida por su papel de Leela, la guerrera salvaje acompañante del Cuarto Doctor en Doctor Who. Jameson también ha aparecido en Emmerdale, The Omega Factor, Tenko, Bergerac e EastEnders. Recientemente trabajó en el serial televisivo River City y es un personaje regular en Doc Martin.

## Biografía

### Carrera
Jameson  asistió a la Royal Academy of Dramatic Art y pasó dos años en la Royal Shakespeare Company, donde interpretó Romeo y Julieta, La fierecilla domada, El rey Lear, Summerfolk, y Blithe Spirit. En 1995 apareció en la producción de Botho Strauß de The Park. Otras apariciones en teastro incluyen la primera producción de Peter Nichols, Passion Play, en 1981.
Volvería a hacer el papel de Leela en el especial benéfico Dimensions in Time y para los audioteatros de Doctor Who de Big Finish Productions.
En 2007, Jameson hizo una gira nacional por Gran Bretaña de su espectáculo Face Value, inspirado en cuando estuvo de hacerse un retoque facial. En abril de 2008 se unió al reparto de la soap opera de BBC Scotland River City. Para la misma compañía y el mismo año apareció como invitada en el drama Wall of Darkness de Sapphire and Steel.
In 2007, Jameson toured nationally in her one-woman show, Face Value, inspired by her near decision to have a face-lift. In April 2008, she joined the cast of the BBC Scotland soap opera River City. En 2010, apareció en el audiodrama de Dark Shadows London's Burning, escrito por Joseph Lidster.

### Vida personal
Tuvo dos hijos en la década de 1980, Harry y Tom. También es buena amiga de su compañera de Big Finish Productions Lalla Ward. Durante muchos años vivió en Tunbridge Wells, en Kent.
En los primeros años de su carrera, visitaba con regularidad prisiones británicas, y a principios de los años 1970, conoció a Leslie Grantham en la prisión de Leyhill en Gloucestershire, cuando llevaba 12 años de una condena a cadena perpetua por asesinato. Animó a Grantham a hacerse actor, y para 1985 había conseguido el papel de Den Watts en EastEnders.
También trabaja como profesora de arte dramático, dirigiendo producciones juveniles de Shakespeare para festivales locales. También dirige un colegio de arte dramático con sucursales en Tunbridge Wells e Eastbourne.